# Besnik Hasi
Besnik Hasi (Gjakova, 29 dicembre 1971) è un allenatore di calcio ed ex calciatore albanese, di ruolo centrocampista, tecnico dell'Anderlecht.

## Biografia
Nacque a Gjakova (in albanese anche Gjakovë), nell'allora provincia autonoma jugoslava del Kosovo.

## Carriera

### Calciatore

#### Club
Ha giocato in vari club di livello professionistico durante la sua carriera, fra cui spiccano la NK Zagabria, il KAA Gent, il Monaco 1860, il Royal Sporting Club Anderlecht e il Lokeren.

#### Nazionale
Vanta 43 presenze e 2 gol con la maglia della Nazionale albanese, della quale ha fatto parte dal 2000 fino al 2007.

### Allenatore
Dopo aver allenato le giovanili dell'Anderlecht (2008-2009) ed essere stato vice-allenatore del club belga dal 2009 al 2014, diviene allenatore della prima squadra, rimanendovi dal 2014 al 2016.
Nell'estate 2016 diviene il nuovo tecnico del Legia Varsavia, con cui firma un contratto biennale con scadenza il 30 giugno 2018. Il 19 settembre viene esonerato dal club polacco.
Breve è anche l'esperienza all'Olympiacos. Ingaggiato l'8 giugno 2017 dal club greco con un biennale, viene esonerato il 25 settembre, dopo aver perso il derby in rimonta contro l'AEK Atene (l'Olympiakos vinceva 2-0 a metà del secondo tempo).

## Statistiche

### Giocatore

#### Presenze e reti nei club
Statistiche aggiornate al 10 maggio 2008.
| Stagione             | Squadra              | Campionato           | Campionato | Campionato | Coppe nazionali | Coppe nazionali | Coppe nazionali | Coppe continentali | Coppe continentali | Coppe continentali | Altre coppe | Altre coppe | Altre coppe | Totale | Totale |
| Stagione             | Squadra              | Comp                 | Pres       | Reti       | Comp            | Pres            | Reti            | Comp               | Pres               | Reti               | Comp        | Pres        | Reti        | Pres   | Reti   |
| -------------------- | -------------------- | -------------------- | ---------- | ---------- | --------------- | --------------- | --------------- | ------------------ | ------------------ | ------------------ | ----------- | ----------- | ----------- | ------ | ------ |
| 1988-1989            | Liria                | DL                   | 27         | 3          | CJ              | 0               | 0               | -                  | -                  | -                  | -           | -           | -           | 27     | 3      |
| 1989-1990            | Liria                | DL                   | 19         | 4          | CJ              | 0               | 0               | -                  | -                  | -                  | -           | -           | -           | 19     | 4      |
| Totale Liria Prizren | Totale Liria Prizren | Totale Liria Prizren | 46         | 7          |                 | 0               | 0               |                    | -                  | -                  |             | -           | -           | 46     | 7      |
| 1990-1991            | NK Zagabria          | DL                   | 5          | 1          | CJ              | 0               | 0               | -                  | -                  | -                  | -           | -           | -           | 5      | 1      |
| 1991-1992            | Dinamo Pančevo       | TL                   | 0          | 0          | CJ              | 0               | 0               | -                  | -                  | -                  | -           | -           | -           | 0      | 0      |
| 1992-gen. 1993       | NK Zagabria          | 1. HNL               | 0          | 0          | CC              | 0               | 0               | -                  | -                  | -                  | -           | -           | -           | 0      | 0      |
| Totale NK Zagabria   | Totale NK Zagabria   | Totale NK Zagabria   | 5          | 1          |                 | 0               | 0               |                    | -                  | -                  |             | -           | -           | 5      | 1      |
| gen.-giu. 1993       | Prishtina            | SL                   | 0          | 0          | CK              | 0               | 0               | -                  | -                  | -                  | -           | -           | -           | 0      | 0      |
| 1993-1994            | Samobor              | 2. HNL               | 0          | 0          | CC              | 0               | 0               | -                  | -                  | -                  | -           | -           | -           | 0      | 0      |
| 1994-1995            | Genk                 | D2                   | 33         | 14         | CB              | 1               | 0               | -                  | -                  | -                  | -           | -           | -           | 34     | 14     |
| 1995-1996            | Genk                 | D2                   | 28         | 2          | CB              | 2               | 0               | -                  | -                  | -                  | -           | -           | -           | 30     | 2      |
| 1996-1997            | Genk                 | D1                   | 18         | 2          | CB              | 0               | 0               | -                  | -                  | -                  | -           | -           | -           | 18     | 2      |
| 1997-1998            | Monaco 1860          | BL                   | 7          | 0          | CG              | 0               | 0               | -                  | -                  | -                  | -           | -           | -           | 7      | 0      |
| 1998-1999            | Genk                 | D1                   | 32         | 2          | CB+CdL          | 3+1             | 0               | CdC                | 5                  | 0                  | SB          | 1           | 0           | 42     | 2      |
| 1999-2000            | Genk                 | D1                   | 30         | 1          | CB              | 6               | 1               | UCL                | 2                  | 0                  | SB          | 1           | 0           | 39     | 2      |
| Totale Genk          | Totale Genk          | Totale Genk          | 141        | 21         |                 | 13              | 1               |                    | 7                  | 0                  |             | 2           | 0           | 163    | 22     |
| 2000-2001            | Anderlecht           | D1                   | 16         | 0          | CB              | 1               | 0               | UCL                | 6                  | 0                  | SB          | 1           | 0           | 24     | 0      |
| 2001-2002            | Anderlecht           | D1                   | 30         | 1          | CB              | 1               | 0               | UCL                | 9                  | 1                  | SB          | 1           | 0           | 41     | 2      |
| 2002-2003            | Anderlecht           | D1                   | 15         | 0          | CB              | 3               | 0               | CU                 | 4                  | 1                  | -           | -           | -           | 22     | 1      |
| 2003-2004            | Anderlecht           | D1                   | 28         | 0          | CB              | 4               | 0               | UCL                | 10                 | 0                  | -           | -           | -           | 42     | 0      |
| 2004-2005            | Anderlecht           | D1                   | 16         | 0          | CB              | 0               | 0               | UCL                | 7                  | 0                  | SB          | 0           | 0           | 23     | 0      |
| 2005-gen. 2006       | Anderlecht           | D1                   | 3          | 0          | CB              | 1               | 0               | UCL                | 1                  | 0                  | -           | -           | -           | 5      | 0      |
| Totale Anderlecht    | Totale Anderlecht    | Totale Anderlecht    | 108        | 1          |                 | 10              | 0               |                    | 37                 | 2                  |             | 2           | 0           | 157    | 3      |
| gen.-giu. 2006       | Lokeren              | D1                   | 15         | 1          | CB              | 0               | 0               | -                  | -                  | -                  | -           | -           | -           | 15     | 1      |
| 2006-2007            | Lokeren              | D1                   | 20         | 0          | CB              | 1               | 0               | -                  | -                  | -                  | -           | -           | -           | 21     | 0      |
| Totale Lokeren       | Totale Lokeren       | Totale Lokeren       | 35         | 1          |                 | 1               | 0               |                    | -                  | -                  |             | -           | -           | 36     | 1      |
| 2007-2008            | Cercle Bruges        | D1                   | 31         | 0          | CB              | 4               | 0               | -                  | -                  | -                  | -           | -           | -           | 35     | 0      |
| Totale carriera      | Totale carriera      | Totale carriera      | 373        | 31         |                 | 28              | 1               |                    | 44                 | 2                  |             | 4           | 0           | 449    | 34     |

#### Cronologia presenze e reti in nazionale
| Cronologia completa delle presenze e delle reti in nazionale ― Albania | Cronologia completa delle presenze e delle reti in nazionale ― Albania | Cronologia completa delle presenze e delle reti in nazionale ― Albania | Cronologia completa delle presenze e delle reti in nazionale ― Albania | Cronologia completa delle presenze e delle reti in nazionale ― Albania | Cronologia completa delle presenze e delle reti in nazionale ― Albania | Cronologia completa delle presenze e delle reti in nazionale ― Albania | Cronologia completa delle presenze e delle reti in nazionale ― Albania |
| Data                                                                   | Città                                                                  | In casa                                                                | Risultato                                                              | Ospiti                                                                 | Competizione                                                           | Reti                                                                   | Note                                                                   |
| ---------------------------------------------------------------------- | ---------------------------------------------------------------------- | ---------------------------------------------------------------------- | ---------------------------------------------------------------------- | ---------------------------------------------------------------------- | ---------------------------------------------------------------------- | ---------------------------------------------------------------------- | ---------------------------------------------------------------------- |
| 15-11-2000                                                             | Tirana                                                                 | Albania                                                                | 3 – 0                                                                  | Malta                                                                  | Amichevole                                                             | -                                                                      | 46’                                                                    |
| 24-3-2001                                                              | Leverkusen                                                             | Germania                                                               | 2 – 1                                                                  | Albania                                                                | Qual. Mondiali 2002                                                    | -                                                                      | 85’                                                                    |
| 28-3-2001                                                              | Tirana                                                                 | Albania                                                                | 1 – 3                                                                  | Inghilterra                                                            | Qual. Mondiali 2002                                                    | -                                                                      | 51’                                                                    |
| 25-4-2001                                                              | Gaziantep                                                              | Turchia                                                                | 0 – 2                                                                  | Albania                                                                | Amichevole                                                             | -                                                                      | 46’                                                                    |
| 2-6-2001                                                               | Heraklion                                                              | Grecia                                                                 | 1 – 0                                                                  | Albania                                                                | Qual. Mondiali 2002                                                    | -                                                                      |                                                                        |
| 6-6-2001                                                               | Tirana                                                                 | Albania                                                                | 0 – 2                                                                  | Germania                                                               | Qual. Mondiali 2002                                                    | -                                                                      | 9’ 61’                                                                 |
| 5-9-2001                                                               | Newcastle upon Tyne                                                    | Inghilterra                                                            | 2 – 0                                                                  | Albania                                                                | Qual. Mondiali 2002                                                    | -                                                                      | 42’ 46’                                                                |
| 13-2-2002                                                              | Hesperange                                                             | Lussemburgo                                                            | 0 – 0                                                                  | Albania                                                                | Amichevole                                                             | -                                                                      |                                                                        |
| 27-3-2002                                                              | Tirana                                                                 | Albania                                                                | 1 – 0                                                                  | Azerbaigian                                                            | Amichevole                                                             | -                                                                      |                                                                        |
| 17-4-2002                                                              | Andorra La Vella                                                       | Andorra                                                                | 2 – 0                                                                  | Albania                                                                | Amichevole                                                             | -                                                                      | 80’                                                                    |
| 12-10-2002                                                             | Tirana                                                                 | Albania                                                                | 1 – 1                                                                  | Svizzera                                                               | Qual. Euro 2004                                                        | -                                                                      |                                                                        |
| 16-10-2002                                                             | Volgograd                                                              | Russia                                                                 | 4 – 1                                                                  | Albania                                                                | Qual. Euro 2004                                                        | -                                                                      |                                                                        |
| 12-2-2003                                                              | Bastia Umbra                                                           | Albania                                                                | 5 – 0                                                                  | Vietnam                                                                | Amichevole                                                             | -                                                                      | 80’                                                                    |
| 29-3-2003                                                              | Scutari                                                                | Albania                                                                | 3 – 1                                                                  | Russia                                                                 | Qual. Euro 2004                                                        | -                                                                      |                                                                        |
| 2-4-2003                                                               | Tirana                                                                 | Albania                                                                | 0 – 0                                                                  | Irlanda                                                                | Qual. Euro 2004                                                        | -                                                                      |                                                                        |
| 30-4-2003                                                              | Sofia                                                                  | Bulgaria                                                               | 2 – 0                                                                  | Albania                                                                | Amichevole                                                             | -                                                                      |                                                                        |
| 7-6-2003                                                               | Dublino                                                                | Irlanda                                                                | 2 – 1                                                                  | Albania                                                                | Qual. Euro 2004                                                        | -                                                                      |                                                                        |
| 11-6-2003                                                              | Lancy                                                                  | Svizzera                                                               | 3 – 2                                                                  | Albania                                                                | Qual. Euro 2004                                                        | -                                                                      |                                                                        |
| 20-8-2003                                                              | Prilep                                                                 | Macedonia                                                              | 3 – 1                                                                  | Albania                                                                | Amichevole                                                             | -                                                                      |                                                                        |
| 6-9-2003                                                               | Tbilisi                                                                | Georgia                                                                | 3 – 0                                                                  | Albania                                                                | Qual. Euro 2004                                                        | -                                                                      |                                                                        |
| 10-9-2003                                                              | Tirana                                                                 | Albania                                                                | 3 – 1                                                                  | Georgia                                                                | Qual. Euro 2004                                                        | 1                                                                      |                                                                        |
| 11-10-2003                                                             | Lisbona                                                                | Portogallo                                                             | 5 – 3                                                                  | Albania                                                                | Amichevole                                                             | -                                                                      |                                                                        |
| 15-11-2003                                                             | Tirana                                                                 | Albania                                                                | 2 – 0                                                                  | Estonia                                                                | Amichevole                                                             | -                                                                      | cap.                                                                   |
| 18-2-2004                                                              | Tirana                                                                 | Albania                                                                | 2 – 1                                                                  | Svezia                                                                 | Amichevole                                                             | -                                                                      |                                                                        |
| 31-3-2004                                                              | Tirana                                                                 | Albania                                                                | 2 – 1                                                                  | Islanda                                                                | Amichevole                                                             | -                                                                      |                                                                        |
| 28-4-2004                                                              | Tallinn                                                                | Estonia                                                                | 1 – 1                                                                  | Albania                                                                | Amichevole                                                             | -                                                                      | cap. 78’                                                               |
| 4-9-2004                                                               | Tirana                                                                 | Albania                                                                | 2 – 1                                                                  | Grecia                                                                 | Qual. Mondiali 2006                                                    | -                                                                      |                                                                        |
| 8-9-2004                                                               | Tbilisi                                                                | Georgia                                                                | 2 – 0                                                                  | Albania                                                                | Qual. Mondiali 2006                                                    | -                                                                      |                                                                        |
| 9-10-2004                                                              | Tirana                                                                 | Albania                                                                | 0 – 2                                                                  | Danimarca                                                              | Qual. Mondiali 2006                                                    | -                                                                      |                                                                        |
| 13-10-2004                                                             | Almaty                                                                 | Kazakistan                                                             | 0 – 1                                                                  | Albania                                                                | Qual. Mondiali 2006                                                    | -                                                                      | \|13= 83’                                                              |
| 29-5-2005                                                              | Stettino                                                               | Polonia                                                                | 1 – 0                                                                  | Albania                                                                | Amichevole                                                             | -                                                                      | 85’                                                                    |
| 4-6-2005                                                               | Tirana                                                                 | Albania                                                                | 3 – 2                                                                  | Georgia                                                                | Qual. Mondiali 2006                                                    | -                                                                      | 63’                                                                    |
| 8-6-2005                                                               | Copenaghen                                                             | Danimarca                                                              | 3 – 1                                                                  | Albania                                                                | Qual. Mondiali 2006                                                    | -                                                                      |                                                                        |
| 17-8-2005                                                              | Tirana                                                                 | Albania                                                                | 2 – 1                                                                  | Azerbaigian                                                            | Amichevole                                                             | -                                                                      |                                                                        |
| 3-9-2005                                                               | Tirana                                                                 | Albania                                                                | 2 – 1                                                                  | Kazakistan                                                             | Qual. Mondiali 2006                                                    | -                                                                      | cap.                                                                   |
| 8-10-2005                                                              | Dnipropetrovs'k                                                        | Ucraina                                                                | 2 – 2                                                                  | Albania                                                                | Qual. Mondiali 2006                                                    | -                                                                      |                                                                        |
| 12-10-2005                                                             | Tirana                                                                 | Albania                                                                | 0 – 1                                                                  | Turchia                                                                | Qual. Mondiali 2006                                                    | -                                                                      |                                                                        |
| 1-3-2006                                                               | Tirana                                                                 | Albania                                                                | 1 – 2                                                                  | Lituania                                                               | Amichevole                                                             | -                                                                      |                                                                        |
| 16-8-2006                                                              | Serravalle                                                             | San Marino                                                             | 0 – 3                                                                  | Albania                                                                | Amichevole                                                             | -                                                                      | 66’                                                                    |
| 2-9-2006                                                               | Minsk                                                                  | Bielorussia                                                            | 2 – 2                                                                  | Albania                                                                | Qual. Euro 2008                                                        | 1                                                                      |                                                                        |
| 6-9-2006                                                               | Tirana                                                                 | Albania                                                                | 0 – 2                                                                  | Romania                                                                | Qual. Euro 2008                                                        | -                                                                      | 45’                                                                    |
| 11-10-2006                                                             | Amsterdam                                                              | Paesi Bassi                                                            | 2 – 1                                                                  | Albania                                                                | Qual. Euro 2008                                                        | -                                                                      |                                                                        |
| 7-2-2007                                                               | Scutari                                                                | Albania                                                                | 0 – 1                                                                  | Macedonia                                                              | Amichevole                                                             | -                                                                      |                                                                        |
| Totale                                                                 |                                                                        | Presenze                                                               | 43                                                                     |                                                                        | Reti                                                                   | 2                                                                      |                                                                        |

| Cronologia completa delle presenze e delle reti in nazionale (Partite non ufficiali) ― Albania | Cronologia completa delle presenze e delle reti in nazionale (Partite non ufficiali) ― Albania | Cronologia completa delle presenze e delle reti in nazionale (Partite non ufficiali) ― Albania | Cronologia completa delle presenze e delle reti in nazionale (Partite non ufficiali) ― Albania | Cronologia completa delle presenze e delle reti in nazionale (Partite non ufficiali) ― Albania | Cronologia completa delle presenze e delle reti in nazionale (Partite non ufficiali) ― Albania | Cronologia completa delle presenze e delle reti in nazionale (Partite non ufficiali) ― Albania | Cronologia completa delle presenze e delle reti in nazionale (Partite non ufficiali) ― Albania |
| Data                                                                                           | Città                                                                                          | In casa                                                                                        | Risultato                                                                                      | Ospiti                                                                                         | Competizione                                                                                   | Reti                                                                                           | Note                                                                                           |
| ---------------------------------------------------------------------------------------------- | ---------------------------------------------------------------------------------------------- | ---------------------------------------------------------------------------------------------- | ---------------------------------------------------------------------------------------------- | ---------------------------------------------------------------------------------------------- | ---------------------------------------------------------------------------------------------- | ---------------------------------------------------------------------------------------------- | ---------------------------------------------------------------------------------------------- |
| 6-9-2002                                                                                       | Kosovska Mitrovica                                                                             | Kosovo                                                                                         | 0 – 1                                                                                          | Albania                                                                                        | Amichevole                                                                                     | -                                                                                              | 80’                                                                                            |
| Totale                                                                                         |                                                                                                | Presenze                                                                                       | 1                                                                                              |                                                                                                | Reti                                                                                           | 0                                                                                              |                                                                                                |

### Allenatore
Statistiche aggiornate al 25 settembre 2017. In grassetto le competizioni vinte.
| Stagione          | Squadra           | Campionato        | Campionato | Campionato | Campionato | Campionato | Coppe nazionali | Coppe nazionali | Coppe nazionali | Coppe nazionali | Coppe nazionali | Coppe continentali | Coppe continentali | Coppe continentali | Coppe continentali | Coppe continentali | Altre coppe | Altre coppe | Altre coppe | Altre coppe | Altre coppe | Totale | Totale | Totale | Totale | Vittorie % | Piazzamento   |
| Stagione          | Squadra           | Comp              | G          | V          | N          | P          | Comp            | G               | V               | N               | P               | Comp               | G                  | V                  | N                  | P                  | Comp        | G           | V           | N           | P           | G      | V      | N      | P      | %          | Piazzamento   |
| ----------------- | ----------------- | ----------------- | ---------- | ---------- | ---------- | ---------- | --------------- | --------------- | --------------- | --------------- | --------------- | ------------------ | ------------------ | ------------------ | ------------------ | ------------------ | ----------- | ----------- | ----------- | ----------- | ----------- | ------ | ------ | ------ | ------ | ---------- | ------------- |
| mar.-giu. 2014    | Anderlecht        | PL                | 11         | 8          | 1          | 2          | CB              | -               | -               | -               | -               | UCL                | -                  | -                  | -                  | -                  | SB          | -           | -           | -           | -           | 11     | 8      | 1      | 2      | 72,73      | 1º Subentrato |
| 2014-2015         | Anderlecht        | PL                | 40         | 21         | 11         | 8          | CB              | 7               | 6               | 0               | 1               | UCL+UEL            | 6+2                | 1                  | 4                  | 3                  | SB          | 1           | 1           | 0           | 0           | 56     | 29     | 15     | 12     | 51,79      | 3º            |
| 2015-2016         | Anderlecht        | PL                | 40         | 21         | 11         | 8          | CB              | 2               | 1               | 0               | 1               | UEL                | 10                 | 5                  | 1                  | 4                  | -           | -           | -           | -           | -           | 52     | 27     | 12     | 13     | 51,92      | 2º            |
| Totale Anderlecht | Totale Anderlecht | Totale Anderlecht | 91         | 50         | 23         | 18         |                 | 9               | 7               | 0               | 2               |                    | 18                 | 6                  | 5                  | 7                  |             | 1           | 1           | 0           | 0           | 119    | 64     | 28     | 27     | 53,78      |               |
| lug.-set. 2016    | Legia Varsavia    | EK                | 9          | 2          | 3          | 4          | CP              | 1               | 0               | 0               | 1               | UCL                | 7                  | 3                  | 3                  | 1                  | SP          | 1           | 0           | 0           | 1           | 18     | 5      | 6      | 7      | 27,78      | esonerato     |
| 2017-2018         | Olympiacos        | SL                | 5          | 2          | 2          | 1          | CG              | 1               | 1               | 0               | 0               | UCL                | 5                  | 3                  | 1                  | 1                  |             |             |             |             |             | 11     | 6      | 3      | 2      | 54,55      | esonerato     |
| Totale carriera   | Totale carriera   | Totale carriera   | 105        | 54         | 28         | 23         |                 | 11              | 8               | 0               | 3               |                    | 30                 | 12                 | 9                  | 9                  |             | 2           | 1           | 0           | 1           | 148    | 75     | 37     | 36     | 50,68      |               |

## Palmarès

### Giocatore

#### Club

##### Competizioni nazionali
- Campionato belga: 3

Genk: 1998-1999
Anderlecht: 2000-2001, 2003-2004
- Coppa del Belgio: 1

Genk: 1999-2000
- Supercoppa del Belgio: 2

Anderlecht: 2000, 2001

### Allenatore

#### Club

##### Competizioni nazionali
- Campionato belga: 1

Anderlecht: 2013-2014
- Supercoppa del Belgio: 1

Anderlecht: 2014